# Lucho González
Luis Óscar "Lucho" González (Buenos Aires, 19 de janeiro de 1981) é um treinador e ex-futebolista argentino que atuava como meio-campista. Atualmente é auxiliar técnico do Porto.
Com 30 títulos conquistados em 22 anos de carreira profissional, Lucho só está atrás de Lionel Messi no número total de títulos conquistados entre os futebolistas argentinos.

## Carreira como jogador

### Huracán
Começou nas categorias de base do Huracán, aos 14 anos. Subiu ao time principal e estreou pelo clube no 29 de abril de 1999, contra o Racing Club, ex-time do seu colega e amigo Lisandro López, em jogo válido pelo Campeonato Argentino. Na sua primeira temporada, o Huracán foi rebaixado à Primera B Nacional, tendo subido logo no ano seguinte. Nos três anos em que atuou pela equipe, disputou 111 jogos e marcou 12 gols.

### River Plate
Contratado pelo River Plate em 2002, Lucho conquistou o Torneio Clausura duas vezes com o El Millonario.

### Porto
O Porto já tinha acertado a sua ida para a Europa na temporada 2004–05, mas decidiu deixá-lo no River Plate durante mais uma temporada. Lucho finalmente foi contratado pelos Dragões em julho de 2005, por 3,6 milhões de euros, com o clube ficando com 50% do passe. O meia mal chegou a equipe e tornou-se um dos principais responsáveis pela conquista da Primeira Liga, junto com Ricardo Quaresma; no total, Lucho disputou 30 jogos e marcou 10 gols. Nessa temporada sagrou-se campeão também da Taça de Portugal. Já na Liga dos Campeões da UEFA, a sua primeira experiência não foi boa, tendo a equipe ficado em último lugar na 1ª fase de grupos. Ainda assim, foi eleito o melhor meio-campista do campeonato nessa temporada.
Em 2006–07 voltou a fazer uma grande temporada, apesar do desgaste que teve na Copa do Mundo. O argentino jogou com grande regularidade, tendo disputado 30 jogos e marcado nove gols no campeonato, na qual voltou a sagrar-se campeão. Pela Liga dos Campeões, atuou em oito jogos e marcou três gols, sendo um dos tentos considerado um dos melhores dessa temporada.
Na pré-temporada de 2007–08, enquanto Lucho disputava a Copa América de 2007, na Venezuela, o Valencia, o Real Madrid e o Everton declararam interesse no jogador. O meia, que se encontrava de férias na Argentina, declarou que não queria sair do clube. No dia 7 de agosto, o Porto acabou com as especulações e adquiriu os 50% restantes do passe de Lucho por cerca de 7 milhões de euros.

### Olympique de Marseille

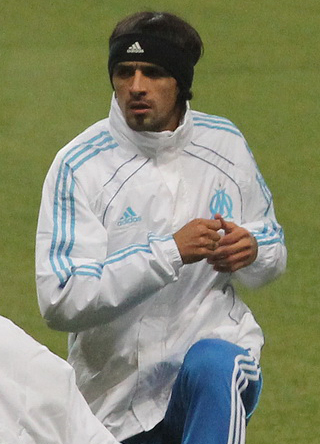
Lucho pelo Marseille em novembro de 2010

Em 2009, o Olympique de Marseille chegou a um acordo com o Porto, comprando o capitão dos azuis e brancos por 18 milhões de euros, chegando aos 24 milhões de euros, dependendo do desempenho do jogador no clube.
Logo na sua primeira temporada, foi o jogador com mais assistências do país, sendo ainda um dos principais responsáveis pelos dois títulos nacionais que a equipe de Marselha venceu, a Copa da Liga e a Ligue 1 (Campeonato Francês).

### Retorno ao Porto
Na metade da temporada de 2011–12, Lucho retornou ao clube onde esteve sempre "no seu coração" por custo zero, onde conquistou mais um título da Primeira Liga.

### Al-Rayyan
No dia 26 de janeiro de 2014, foi oficializado como jogador do Al-Rayyan, do Catar.

### Athletico Paranaense
Foi anunciado como novo reforço do Athletico Paranaense no dia 16 de setembro de 2016. Teve boa atuação no dia 22 de fevereiro de 2017, na vitória por 1–0 contra o Deportivo Capiatá, quando marcou o gol da classificação do Furacão para a fase de grupos da Copa Libertadores da América. Posteriormente, no dia 7 de março, marcou o gol que abriu o placar contra a Universidad Católica, no empate por 2–2 no primeiro jogo da fase de grupos da competição continental. O argentino voltou a balançar as redes no dia 15 de março, garantindo a vitória fora de casa por 1–0 contra o San Lorenzo.
Após ter encerrado seu vinculo com o clube, no dia 2 de fevereiro retornou ao Athletico e renovou seu contrato para a temporada 2018.
No dia 13 de dezembro de 2018, Lucho e seus companheiros conquistaram a Copa Sul-Americana. Portando a faixa de capitão, o atleta levantou o troféu do primeiro título internacional da equipe brasileira, sendo uma peça importantíssima no esquema do técnico Tiago Nunes.

### Aposentadoria
O jogo entre Athletico e Aucas, na Arena da Baixada, no dia 27 de maio de 2021, pela Copa Sul-Americana, foi sua última partida realizada como atleta profissional. O argentino entrou em campo, atuou nos quatro primeiros minutos e foi substituído. Em entrevistas, Lucho afirmou que pretenderia trabalhar como treinador.

## Seleção Nacional
Atuou pela Seleção Argentina em 44 ocasiões. A sua estreia foi no dia 31 de janeiro de 2004, num jogo contra Honduras, na qual a Argentina venceu por 3–1. A sua prestação no River Plate fez com que ele fosse convocado para a Seleção para participar nos Jogos Olímpicos, competição onde ganhou a medalha de ouro. No ano seguinte, em 2005, ficou de fora da Copa das Confederações e viu a Albiceleste terminar em segundo lugar após perder a final para o Brasil.
Já em 2006, Lucho foi convocado para a Copa do Mundo realizada na Alemanha, mas lesionou-se durante a segunda partida, uma goleada por 6 a 0 contra Sérvia e Montenegro. O jogador recuperou-se a tempo de jogar as quartas de final contra a Seleção Alemã, mas após um empate em 1–1 no tempo normal, os argentinos perderam nos pênaltis. Lucho participou também da Copa América de 2007, realizada na Venezuela, atuando em três partidas na campanha do vice.

## Carreira como treinador
No dia 16 de janeiro de 2022, menos de um ano após a sua aposentadoria, foi anunciado que Lucho seria o auxiliar-técnico de Alberto Valentim, no Athletico Paranaense, clube na qual tinha se aposentado. Menos de três meses depois, Valentim foi demitido e Lucho também anunciou a sua saída.

### Ceará
Após tirar a Licença B da CBF e também concluir o curso de Liderança PRO da AFA (Federação Argentina), Lucho González foi anunciado pelo Ceará no dia 24 de agosto de 2022, iniciando assim sua carreira como treinador. Estreou pelo Vozão no dia 4 de setembro, no empate em 1–1 com o Flamengo, no Maracanã, válido pelo Campeonato Brasileiro. Conquistou sua primeira vitória no dia 10 de setembro, ao derrotar o Santos por 2–1 na Arena Castelão.
Depois de uma sequência ruim de oito jogos sem vitórias, Lucho González deixou o clube no dia 28 de outubro. Ao todo, o argentino comandou a equipe em 10 partidas, com uma vitória, cinco derrotas e quatro empates.

### Internacional
Em julho de 2023, foi anunciado como auxiliar do treinador Eduardo Coudet no Internacional. Lucho deixou o clube em julho de 2024, logo depois da saída do seu compatriota Coudet.

### Athletico Paranaense
Após a demissão do uruguaio Martín Varini, o Athletico anunciou Lucho González como novo técnico no dia 24 de setembro de 2024.

## Títulos como jogador
Huracán
- Primera B Nacional: 1999–00

River Plate
- Primera División: 2003 e 2004 (Clausura)
- Copa Libertadores da América: 2015
- Copa Suruga Bank: 2015

Porto
- Taça de Portugal: 2005–06 e 2008–09
- Primeira Liga: 2005–06, 2006–07, 2007–08, 2008–09, 2011–12 e 2012–13
- Supertaça Cândido de Oliveira: 2006, 2012 e 2013

Olympique de Marseille
- Copa da Liga: 2009–10, 2010–11 e 2011–12
- Ligue 1: 2009–10
- Supercopa da França: 2010 e 2011

Al-Rayyan
- Segunda Divisão do Qatar: 2014–15

Athletico Paranaense
- Copa Sul-Americana: 2018 e 2021
- Copa Suruga Bank: 2019
- Copa do Brasil: 2019
- Campeonato Paranaense: 2020

Seleção Argentina
- Jogos Olimpícos: 2004
- Pré-Olímpico Sul-Americano Sub-23: 2004